# 覆雨翻雲 (電視劇)
《覆雨翻雲》（英語：Lethal Weapons Of Love And Passion）是香港電視廣播有限公司改編自黃易同名小說的古裝武俠電視劇，全劇共40集，由林峯、佘詩曼、郭羨妮及黃宗澤領銜主演，並由陳敏之、姜大偉及郭政鴻聯合演出，監製張乾文。

## 劇情內容
黃易所著原著小說篇幅極大、角色眾多、情節複雜，亦有不少情色情節，電視劇中因而有大幅度的改編，大量角色及情節刪除，除了主線仍是元明之爭之外，其餘無論人物、情節都與原著相異甚大。特別是角色，幾乎只保留個名字。韓柏、風行烈、秦夢瑤、浪翻雲等等，幾乎沒有一個是原著中描寫的樣子，也刪除了小說中的三位主角之一戚長征。
王者劍覆雨，中原刀翻雲，
兩大神兵利器，背歲民族恩仇！

## 演員表

### 主要演員
| 演員   | 角色         | 關係/暱稱 |
| 林 峯  | 風行烈       | 蒙古大汗 明朝大都督 元朝皇族後裔 靳冰雲之丈夫，後為好友 龐斑之仇人，後聯手對付漢族 韓柏之好友 秦夢瑤之情人 厲若海之徒弟 原型人物为鞑靼大汗卓里克圖汗 王者劍覆雨劍之主人 |
| 佘詩曼 | 秦夢瑤       | 言靜庵之徒弟 靳冰雲之師妹 風行烈之情人 |
| 郭羨妮 | 靳冰雲       | 言靜庵之徒弟 秦夢瑤之師姐 風行烈之妻子，後為好友 迷戀龐班，後為情人 於第25集殺害言靜庵 於第26集自殺身亡                                                                 |
| 黃宗澤 | 韓 柏/虛日朗 | 韓天德之養子 風行烈之好友 赤尊信、浪翻雲、范良極之徒弟 朱元璋的愛將 虛若無之親子 虛夜月之情人 假扮朝鲜國使節 于第23集拜浪翻雲为师 中原刀翻雲刀之主人                    |
| 陳敏之 | 虛夜月       | 虛若無之養女 韓柏之情人 朱棣之知己 |
| 姜大偉 | 浪翻雲       | 中原第一高手 怒蛟幫幫主 韓柏之師父 庞班最尊敬之对手 于第19集与庞班打成平手，各为重伤 於第38集被赤媚殺害                                                                 |
| 郭政鴻 | 龐 班        | 蒙古大汗军师 魔師宮無敵宗主 靳冰雲之情人 殺害虛若無 于第19集与浪翻雲打至平手，各为重伤 於第34集為救風行烈而用盡功力死亡                                                 |
| 麥長青 | 朱 棣        | 燕王 朱元璋四子 朱允炆之四叔 韓柏之好友 虛夜月之知己 於第38集出兵反抗朱允炆 於第40集打敗並活捉朱允炆，並責令他削髮為僧，於山林隱居思過，其後登基為明成祖                |

### 其他演員
| 演員   | 角色     | 關係/暱稱                                                                                                   |
| 陳國邦 | 范良極   | 風行烈、秦夢瑤、虛夜月好友 韓柏恩師 喜歡雲清                                                                |
| 劉家輝 | 厲若海   | 風行烈師父 於第8集被龐班殺死                                                                                |
| 雪 妮  | 言靜庵   | 慈航靜齋掌門 靳冰雲、秦夢瑤師父 於第25集被靳冰雲殺害                                                        |
| 歐瑞偉 | 赤媚     | 龐班部下 |
| 盧永匡 | 赫 拉    | |
| 許紹雄 | 虛若無   | 明朝開國大臣 虛夜月養父 韓柏親父 於第32集被龐班殺害                                                         |
| 蕭徽勇 | 張 哼    | 虛若無部下                                                                                                  |
| 蒲茗藍 | 張 哈    | 虛若無部下                                                                                                  |
| 陳榮峻 | 韓天德   | 韓總管 燕王府總管 韓柏養父                                                                                  |
| 羅敏莊 | 雲 清    | 雲道觀女道士 范良極心儀對象                                                                                 |
| 郭 峰  | 赤尊信   | 尊信門掌門 韓柏師父                                                                                         |
| 姚樂怡 | 白芳華   | 原名白秀秀 赤尊信妻子 名妓                                                                                  |
| 高 雄  | 朱元璋   | 朱棣之父 朱允炆爺爺 於第37集被朱允炆用毒酒毒死                                                              |
| 李天翔 | 朱允炆   | 朱元璋之孫 朱棣之侄子 於第37集用毒酒毒死朱元璋，其後繼承皇位 於第40集兵敗被捉，被朱棣下令削髮為僧，隱居思過 |
| 敖嘉年 | 葉素冬   | 朱元璋貼身護衛                                                                                              |
| 子明   | 胡惟庸   | 明朝宰相 |
| 張松枝 | 楞 嚴    | 大內禁衛 朱元璋部下                                                                                         |
| 康 華  | 谷姿仙   | 谷凝清之女                                                                                                  |
| 李麗麗 | 谷凝清   | 谷姿仙之母                                                                                                  |
| 梁健平 | 凌戰天   | 浪翻雲結拜兄弟                                                                                              |
| 崔振江 | 不捨大師 | |
| 海 洋  | 莊 節    | |
| 柳國維 | 血暮松   | |
| 劉 晨  | 謝青峰   | |
| 劉 敏  | 薄昭如   | |

## 广州收视
| 集数  | CSM总计 | 集数  | AGB省网 | AGB市网 | AGB总计 |
| ----- | ------- | ----- | ------- | ------- | ------- |
| 1-20  | 14.83   | 1-5   | 7.1     | 7.6     | 14.7    |
| 1-20  | 14.83   | 6-10  |         |         |         |
| 1-20  | 14.83   | 11-15 |         |         |         |
| 1-20  | 14.83   | 16-20 | 5.6     | 7.3     | 12.9    |
| 21-39 | 11.17   | 21-25 |         |         |         |
| 21-39 | 11.17   | 26-30 | 4.2     | 6.7     | 10.9    |
| 21-39 | 11.17   | 31-35 | 4.1     | 5.7     | 9.8     |
| 40    |         | 36-40 |         |         |         |

## 記事
- 此劇風行烈一角原定由古天樂飾演因其辞演《七姐妹》无线要求其偿还后辞演而仍欠无线一部剧，後改由林峯接演
- 此剧因剧情拖延而收视低迷。

## 外部連結
- 無綫電視官方網頁 - 覆雨翻雲
- 台灣衛視電影台官網 覆雨翻雲[永久]
- 土豆網官網 覆雨翻雲 （页面存档备份，存于）

## 電視節目的變遷
| 鐵齒銅牙紀曉嵐III -2月17日  | 鐵齒銅牙紀曉嵐III -2月17日  | 鐵齒銅牙紀曉嵐III -2月17日                        | 鐵齒銅牙紀曉嵐III -2月17日                        | 鐵齒銅牙紀曉嵐III -2月17日                        | 鐵齒銅牙紀曉嵐III -2月17日                        | 鐵齒銅牙紀曉嵐III -2月17日                | 鐵齒銅牙紀曉嵐III -2月17日                | 鐵齒銅牙紀曉嵐III -2月17日                | 天幕下的戀人 2月20日-                     | 天幕下的戀人 2月20日-      | 天幕下的戀人 2月20日-      |
| 上一套： 識法代言人 -1月4日 | 上一套： 識法代言人 -1月4日 | 翡翠台第二綫劇集 （2006） 覆雨翻雲 1月5日-1月30日 | 翡翠台第二綫劇集 （2006） 覆雨翻雲 1月5日-1月30日 | 翡翠台第二綫劇集 （2006） 覆雨翻雲 1月5日-1月30日 | 翡翠台第二綫劇集 （2006） 覆雨翻雲 1月5日-1月30日 | 下一套： 施公奇案 1月31日-2月26日         | 下一套： 施公奇案 1月31日-2月26日         | 下一套： 施公奇案 1月31日-2月26日         | 下一套： 施公奇案 1月31日-2月26日         | 鐵血保鏢 2月27日-          | 鐵血保鏢 2月27日-          |
| 隨時候命 -12月30日          | 隨時候命 -12月30日          | 上一套： 謎情家族 1月2日-1月27日                  | 上一套： 謎情家族 1月2日-1月27日                  | 上一套： 謎情家族 1月2日-1月27日                  | 上一套： 謎情家族 1月2日-1月27日                  | 翡翠台第三綫劇集 覆雨翻雲 1月31日-2月25日 | 翡翠台第三綫劇集 覆雨翻雲 1月31日-2月25日 | 翡翠台第三綫劇集 覆雨翻雲 1月31日-2月25日 | 翡翠台第三綫劇集 覆雨翻雲 1月31日-2月25日 | 下一套： 棟篤狀王 2月27日- | 下一套： 棟篤狀王 2月27日- |